# アイスト型エアクッション揚陸艇
アイスト型エアクッション揚陸艇（Aist-class LCAC）はソビエト連邦/ロシア海軍で運用された最初の大型エア・クッション型揚陸艇である。 1964年から1965年にかけてアルマース造船会社のアルマース設計局によって設計され、1970年から1985年までレニングラードにあるアルマースの工場で生産された。

## 概要
アイスト型エアクッション揚陸艇のプロトタイプは1970年に建造され、1975年にはレニングラードで生産が開始された。1990年代初頭には20～24隻が完成していたが、ソビエト連邦の崩壊後に退役が始まり、2004年時点で6隻しか残っていない。 高いクッション圧に悩まされており、特に低速では非常に重いクッションスプレーが発生する。

## 運用
3隻はバルト海に、残り3隻はカスピ海に拠点を置いている。2002年のカスピ海演習に1隻が参加した。エンジンが換装され、排水量は260トンから最大298トンとなったが、航続距離は半減した。バルチック艦隊で運用されているアイスト型には改良型の主エンジン吸気口が設置された。一部に2基の4連装 9K32 地対空ミサイルランチャーとチャフランチャーが搭載されているものがある。
バルチック艦隊の改良に加えて、いくつかのバリエーションが構築されており、それらはフィンの高さ、全長、上部構造、防衛装備において異なっている。事故を減らし、指揮官の海や浜辺での作戦能力を向上させるために、ソ連海軍によってアイストの戦闘任務シミュレーターが作られた。 1990年代に改良され、80トンの貨物を運べるようになった。